# Bill Engvall
William Ray "Bill" Engvall Jr., född 27 juli 1957 i Galveston i Texas, är en amerikansk pensionerad ståuppkomiker, skådespelare och programledare. Han har släppt flera ståuppkomikalbum genom Warner Records och det numera nedlagda BNA Records. Hans mest framgångsrika album är debutalbumet Here's Your Sign från 1996, som har blivit platinacertifierat av Recording Industry Association of America. Albumet har fått sitt namn från signaturrutinen "here's your sign" (svensk översättning: "här är ditt tecken"), som går ut på att erbjuda "tecken" till de människor som anses sakna intelligens. Han har genomfört turnéer både som ensam komiker, och som en del av komeditruppen Blue Collar Comedy Tour tillsammans med Jeff Foxworthy, Larry the Cable Guy och Ron White. Han har också innehaft en del roller på TV, däribland i den egna TV-serien The Bill Engvall Show.
Bill Engvall, vars riktiga namn är William Ray Engvall Jr., är född och delvis uppvuxen i Galveston i sydöstra Texas. Han tillbringade sin barndom/uppväxt även i Winslow i Arizona, samt i närheten av Dallas. Han har studerat på Southwestern University i Georgetown för att få en kandidatexamen som lärare.
Bill Engvall är sedan den 18 december 1982 gift med Gail Engvall (född Watson, den 5 augusti 1960), med vilken han har dottern Emily (född 9 juni 1986) och sonen Travis (född 25 juni 1991). Han är även av svensk härkomst, då hans farfars bägge föräldrar ursprungligen kom ifrån Sverige.

## Filmografi (i urval)
- 1982 – Hjärntvättad
- 1993 – The Golden Palace (TV-serie)
- 2007 – Family Guy (TV-serie) (röst)
- 2007 – Delta Farce
- 2007–2009 – The Bill Engvall Show (TV-serie)
- 2010 – Leverage (TV-serie)
- 2011 – Hawthorne (TV-serie)
- 2013 – Dancing with the Stars (TV-serie)
- 2015 – Who Wants to Be a Millionaire (TV-serie)
- 2015 – Sharknado 3: Oh Hell No!
- 2016 – Hell's Kitchen (TV-serie)
- 2016–2021 – Last Man Standing (TV-serie)